# 松浦清一
松浦 清一（まつうら せいいち、1902年（明治35年）12月1日 - 1984年（昭和59年）8月17日）は、大正から昭和期の労働運動家、政治家。参議院議員（2期）。

## 経歴
兵庫県出身。小学校卒業後、船員となる。
1921年（大正10年）日本海員組合の結成に参画し、さらに、1926年（大正15年）社会民衆党の創立に加わった。戦後、全日本海員組合、日本社会党の結成に参画。運輸省海運総局参与、船員中央労働委員、法務庁人権擁護委員、内閣選挙制度調査会委員、中央社会保険診療協議会委員などを務めた。
1947年（昭和22年）4月の第23回衆議院議員総選挙で兵庫県第2区から社会党公認で出馬して落選。また、八木幸吉の公職追放に伴い1949年（昭和24年）6月に実施された第1回参議院議員通常選挙兵庫県地方区補欠選挙、また原口忠次郎の辞職に伴い1950年（昭和25年）1月に実施された同選挙区補欠選挙にそれぞれ社会党公認で立候補したが、いずれも落選した。1950年6月の第2回通常選挙に出馬して初当選し、1956年（昭和31年）7月の第4回通常選挙でも再選され、参議院議員に連続2期在任した。この間、社会党中央執行委員、同漁民部長、同交通運輸政策委員長などを務めた。1960年（昭和35年）民主社会党（民社党）の結成に加わり、同党統制委員、同党参議院議員団副会長、参議院人事委員長などを務めた。その後、第6回通常選挙、第30回衆議院議員総選挙、第31回総選挙（兵庫県第4区）に立候補したが、いずれも落選した。
1973年（昭和48年）春の叙勲で勲二等瑞宝章受章。
1984年（昭和59年）8月17日死去、81歳。死没日をもって従七位から従四位に叙される。

## 著作
- 『船内細胞組織論』日本海員組合教育出版部、1933年。